# Vittorio De Seta
Vittorio de Seta (Palerm, 15 d'octubre de 1923-Calàbria, novembre de 2011) va ser un cineasta italià.

## Biografia
Nascut a Palerm, Sicília, en el si d'una família benestant, va estudiar arquitectura abans d'iniciar la seva carrera com a director de cinema. Entre 1954 i 1959 va realitzar deu pel·lícules documentals que retraten el món rural que estava desapareixent arran de la modernització del país. Aquests treballs resulten especialment singulars per a l'època per l'absència d'una narració que comenti les imatges, així com per l'ús del technicolor i el cinemascope, recursos poc comuns en l'àmbit documental. Aquesta formació es veu reflectida més tard en pel·lícules com Banditi a Orgosolo (1961, Premi Òpera Prima al Festival de Venècia) o Diario di un maestro (1972, minisèrie de televisió), on difumina les fronteres entre ficció i documental en cerca d'imatges més reals.
El seu treball no va tenir una àmplia difusió fins a 2002, any en què els seus documentals van arribar a les mans de Martin Scorsese, qui li va dedicar dues retrospectives l'any 2005, en el marc dels festivals de Tribeca i Full Frame Documentary, i una altra en 2006, en el Museu d'Art Modern de Nova York (MoMa). Els documentals havien estat realitzats en els anys 1950, i representen un dels exercicis més destacables del cinema neorealista italià d'aquells anys. En 2004 es va estrenar el documental Détour De Seta per Salvo Cuccia al Festival Internacional de Cinema de Locarno, que retrata els canvis que Itàlia va experimentar en la segona meitat del segle xx a partir del treball del realitzador italià.

## Filmografia

### Cinema

#### Llargmetratges
- Banditi a Orgosolo (1961)
- Un uomo a metà (1966)
- L'invitata (1969)
- Lettere dal Sahara (2006)

#### Documentals
- Lu tempu di li pisci spata - curtmetratge (1954)
- Isole di fuoco - curtmetratge (1954)
- Sulfarara - curtmetratge (1955)
- Pasqua in Sicilia - curtmetratge (1955)
- Contadini del mare - curtmetratge (1955)
- Parabola d'oro - curtmetratge (1955)
- Pescherecci - curtmetratge (1958)
- Pastori di Orgosolo - curtmetratge (1958)
- Un giorno in Barbagia - curtmetratge (1958)
- I dimenticati - curtmetratge (1959)
- In Calabria (1993)
- Dedicato ad Antonino Uccello - curtmetratge (2003)
- Pentedattilo - Articolo 23, episodi del film All Human Rights for All (2008)

### Televisió
- Diario di un maestro – sèrie de televisió (1973)[3]
- Quando la scuola cambia - sèrie de televisió (1977)
- La Sicilia rivisitata - sèrie de televisió (1980)
- Hong Kong, città di profughi - sèrie de televisió (1980)
- Un carnevale per Venezia – telefilm (1983)